# Манифест из Картахены
Манифест из Картахены написан 1812 году Симоном Боливаром во время Войны за независимость в Венесуэле, после падения Первой республики. В Манифесте детально и точно объясняются причины этого поражения. Манифест, написанный в Картахене де Индиас 15 декабря 1812 года, считается одним из первых знаменитых произведений Боливара.